# Тэсио (провинция)

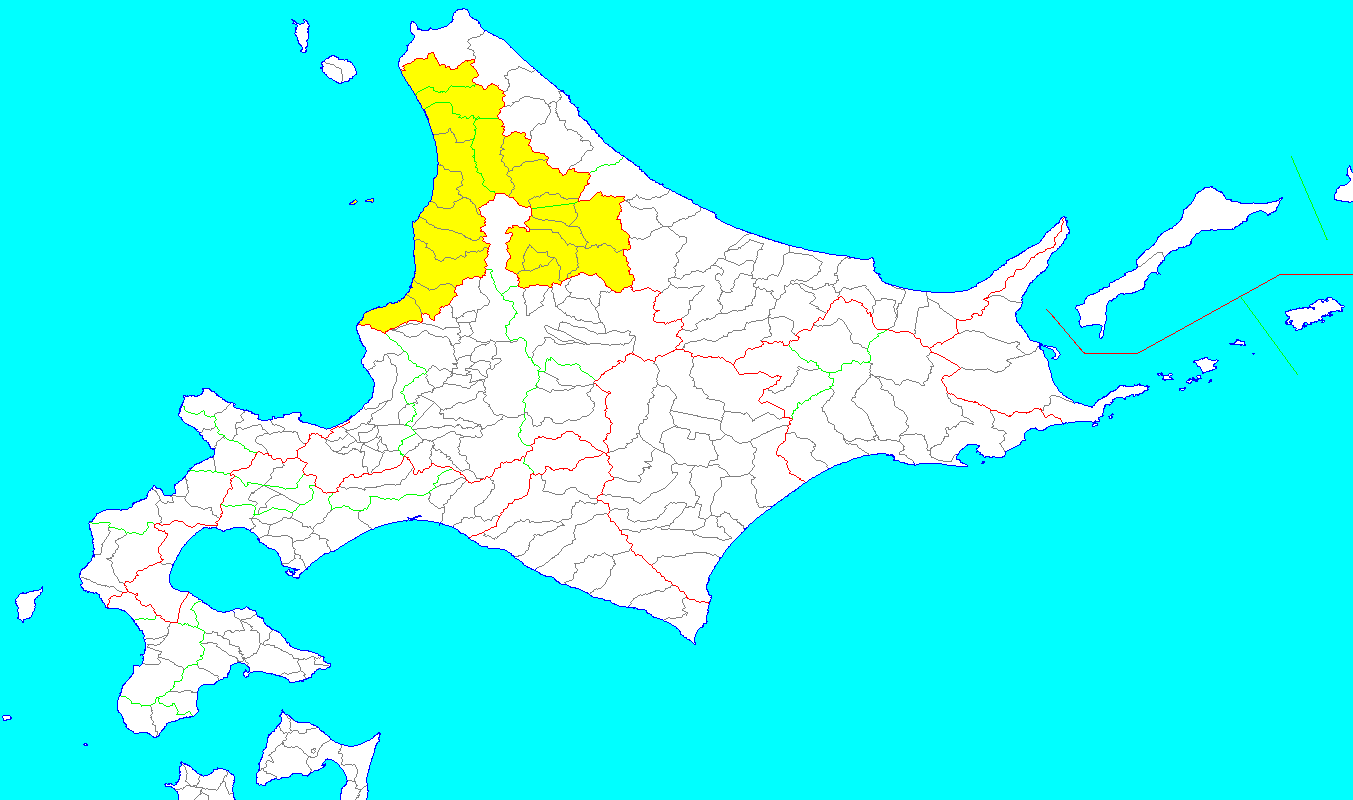
Провинция Тэсио на карте Хоккайдо (выделена жёлтым).

Провинция Тэсио (яп. 天塩国 тэсио но куни, «Страна Тэсио») — историческая провинция Японии на острове Хоккайдо, существовавшая в 1869—1882 годах. Соответствует современной области Румои и северной части области Камикава префектуры Хоккайдо.

## Уезды провинции Тэсио
- Камикава (яп. 上川郡)
- Масикэ (яп. 増毛郡)
- Накакава (яп. 中川郡)
- Румои (яп. 留萌郡)
- Тэсио (яп. 天塩郡)
- Томамаэ (яп. 苫前郡)